# Lenteoffensief
Het Lenteoffensief of de Kaiserschlacht was een combinatie van aanvallen van het Duitse leger tijdens de Eerste Wereldoorlog in de lente en zomer van 1918. De militaire naam van de eerste operatie was "Operatie Michael". Na de Russische ineenstorting in 1917 wilden de Duitsers een beslissende overwinning aan het Westfront afdwingen voordat de Amerikanen daar een significante macht zouden kunnen opbouwen. De Duitsers zouden daarom voor de laatste keer alles op alles zetten, deze keer met een nieuwe tactiek.
Hoewel de Duitsers de loopgraven op verschillende plaatsen konden doorbreken en significante terreinwinsten konden boeken, werd het ambitieuze doel om de Britten van de Fransen te scheiden en aldus de samenhang tussen de Westerse geallieerden te vernietigen, niet bereikt. De veroverde gebieden waren weinig waard en de tijd werkte in Duitslands nadeel door de Amerikaanse troepenopbouw. Verder had Duitsland zware verliezen geleden die ze minder makkelijk konden opvangen dan de geallieerden. De Kaiserschlacht kan daarom voor Duitsland niet worden gezien als een tactische overwinning, maar een strategische nederlaag. Het initiatief zou vanaf dat moment bij de geallieerden liggen en Duitsland was niet langer in staat tot grote offensieven. Het mislukken van de Kaiserschlacht was hiermee een van de factoren die bijdroegen aan de Duitse overgave later dat jaar.

## Achtergrond en bedoeling
In 1917 was de situatie voor Duitsland nijpender en nijpender geworden. De poging om de geallieerden met de duikbotenoorlog te verslaan had uiteindelijk een oorlogsverklaring van de machtige Verenigde Staten opgeleverd, de Centrale bondgenoten presteerden weinig of helemaal niets zonder Duitse hulp, en het westfront zat nog steeds muurvast. De Duitse economie en voedselsituatie gingen gebukt onder de Britse blokkade.
De Russische Revolutie bleek een meevaller: Rusland had het Verdrag van Brest-Litovsk moeten ondertekenen en was uit de oorlog. Door hun overwinning op het oostfront konden de Duitsers nu troepen vrijmaken voor een grote aanval aan het westfront. Dit moest wel snel gebeuren want de Verenigde Staten hadden aan Duitsland de oorlog verklaard; de Britten en Fransen moesten derhalve een beslissende slag worden toegebracht voordat de Amerikanen een significante aanwezigheid konden opbouwen en de balans ten nadele van Duitsland zouden laten doorslaan.
Generaal Erich Ludendorff wilde met een combinatie van aanvallen een wig tussen de Fransen en de Britten drijven, waarna de Britten dwars door Noord-Frankrijk de zee in zouden worden gedreven. Dit zou de Franse ineenstorting brengen en de Amerikanen doen afzien van verdere hulp aan de geallieerden, aldus Ludendorff.

## De offensieven
Ludendorff had verschillende offensieven gepland die onderdeel zouden uitmaken van Operatie Michael. Dit waren onder andere:
- Mars, een offensief tegen de Britten en Fransen bij de Somme en Arras, en dat een wig tussen de twee legers moest drijven;
- Georgette, een offensief in het noorden tegen de Britten in België;
- Blücher-Yorck, een offensief tegen de Fransen bij Chemin des Dames;
- Friedensturm, een offensief tegen de Fransen richting de Marne en Parijs.

Ludendorff zag in dat domweg aanvallen gelijkstond aan zelfmoord van het leger. Daarom veranderde hij de tactiek. Allereerst koos hij voor de zogenaamde Bruchmüllertactiek, een artilleriebombardement van vijf uur voorafgaand aan het offensief, in verschillende fases. Dit, omdat de traditionele dagenlange bombardementen het verrassingseffect bedierven (bijvoorbeeld bij de Slag aan de Somme). Onder dekking van gordijnvuur van de artillerie moesten vervolgens eenheden van de elitestormtroepen, bewapend met automatische geweren en vlammenwerpers, de uiteengereten Britse frontlinie infiltreren, om daarna zo snel mogelijk de Britse artilleriestellingen achter de frontlinie in handen te krijgen. De inname van de grote steunpunten werd aan de infanterie overgelaten, die achter de stormtroepen kwamen. Hierbij werkten artillerie en infanterie beter samen en werd door de stormtroepen meer gebruikgemaakt van de mogelijkheden die het terrein kon bieden: een tactiek die van de Japanners in hun oorlog met Rusland was afgekeken.

## Het verloop

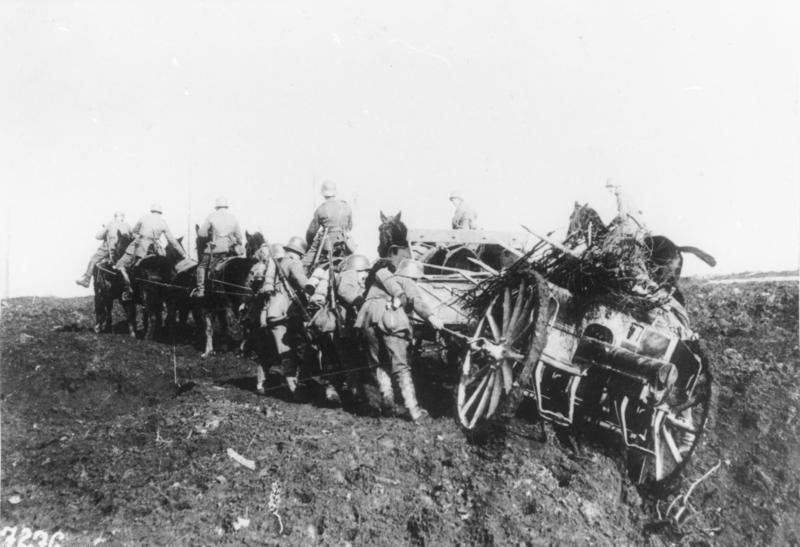
Paarden trekken een kanon.

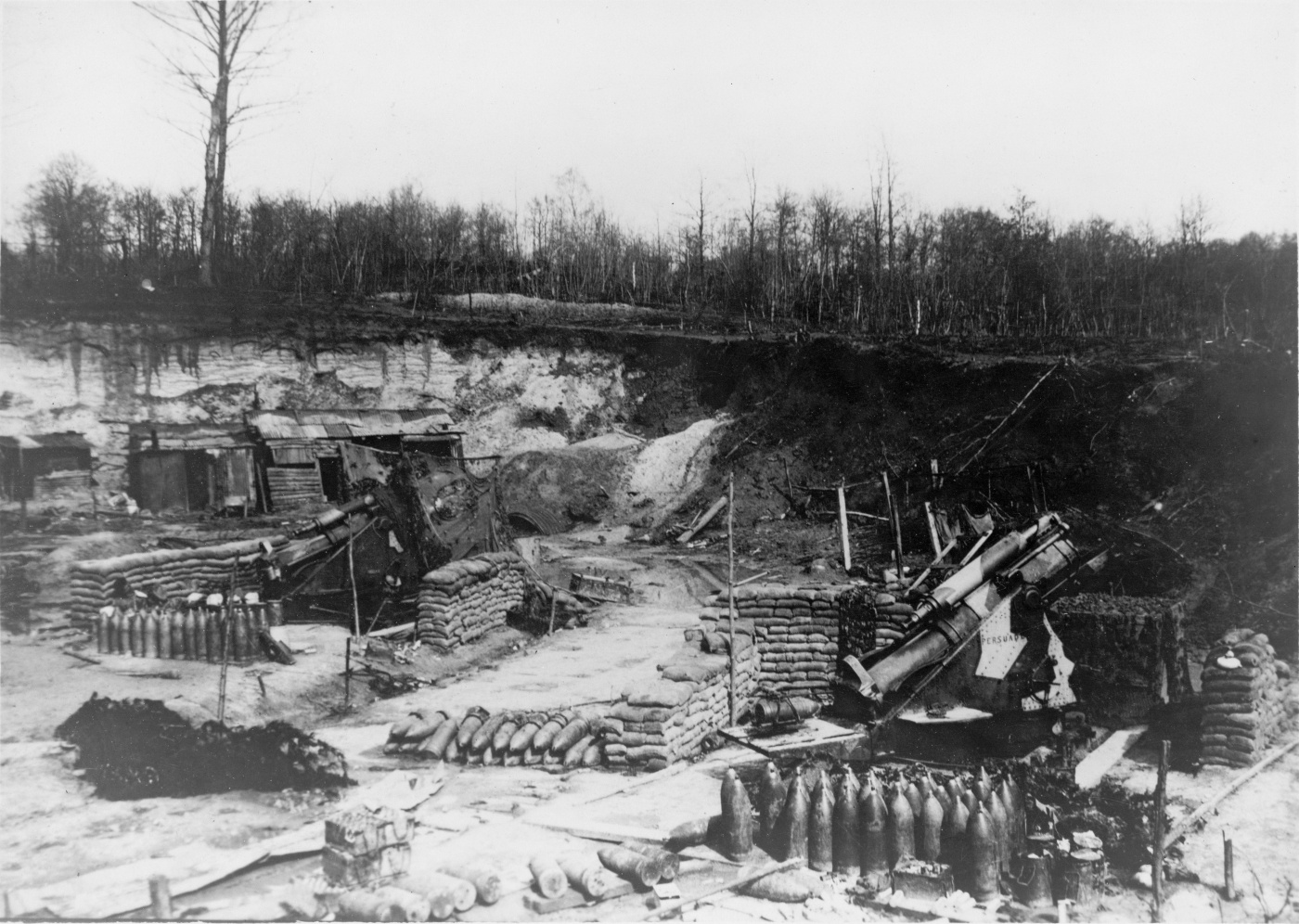
Een veroverde Britse artilleriestelling met 9.2 inch houwitsers

Op 21 maart 1918 barstten de eerste aanvallen los. De offensieven waren aanvankelijk zeer succesvol. De geallieerde loopgraven werden doorbroken en de Duitse legers waren weer op mars. In twee dagen werden bij de Somme de Britse linies doorbroken en rukten de Duitsers 25 km op. Generaal Haig, de Britse bevelhebber, verzocht om versterkingen, maar de Fransen waren ook bij Parijs aangevallen en Pétain vond het verdedigen van de hoofdstad belangrijker. Ook hier werden de loopgraven aanvankelijk doorbroken. Keizer Wilhelm II was buiten zichzelf van vreugde.
De Duitsers waren met de doorbraak echter niets opgeschoten. De enige opdracht die ze hadden was "oprukken", maar toen ze verder kwamen, kwamen ze ook buiten de dekking van hun eigen artillerie. Bovendien moest de infanterie door het oude slagveld aan de Somme. De oude loopgraven lagen er nog, compleet met landmijnen, prikkeldraad en modder. Ook waren veel soldaten ondervoed en ze waren daardoor snel afgeleid: vonden ze een voedseldepot, dan plunderden de soldaten dat en vergaten hun opmars. De Britten hergroepeerden en vingen de aanval bij Arras op, en op 28 maart 1918 was het front weer stabiel. Ludendorff kraaide victorie, de keizer en veel Duitsers geloofden hem. Het was de Duitsers namelijk gelukt, wat de geallieerden in drie jaar nooit was gelukt: de loopgravenlinie doorbreken. Bovendien was veel terrein veroverd en stonden de Duitsers op sommige punten zelfs verder dan in 1914.
Het was echter een valse victorie. De Britten hadden wel gebied en materieel verloren, maar vormden nog steeds een gesloten front. De gebieden hadden geen enkele strategische waarde (concrete strategische doelen waren ook niet gesteld, het ging slechts om het zo ver mogelijk oprukken) en waren ten koste van veel munitie en mensenlevens veroverd, terwijl de eigen artillerie het niet kon bijhouden. Er heerste een munitietekort. Verblind door dit "succes", zette Ludendorff echter Operatie Michael voort en opende nog meer offensieven. Evenals Operatie Mars dienden deze offensieven echter geen enkel strategisch doel.
Ook deze offensieven vertoonden hetzelfde patroon: een doorbraak gevolgd door een opmars, vervolgens stagnatie. Bij de Tweede slag bij de Marne werden de Duitsers door de Fransen tegengehouden, en deze keer was het geen resultaat van Duitse twijfel, maar van een taaie Franse verdediging en de eerder genoemde tekortkomingen. Ook de offensieven in België en bij Reims liepen vast.

## De Amerikanen
Vaak wordt het mislukken van Operatie Michael toegeschreven aan de snelle komst van duizenden Amerikaanse troepen die de Duitse aanval na de doorbraak achter de linies opvingen en terugdreven. De Amerikanen waren echter nog maar net begonnen met de opbouw van hun landleger, en bleven nog ver achter in materieel. Aanvankelijk opereerden zij zelfs niet op eigen titel, maar in Britse of Franse divisies of legers. Ook moest artillerie geleend worden, omdat ze die zelf niet hadden. Ten slotte hadden de Amerikanen absoluut niet de ervaring die hun Duitse tegenstanders en Brits-Franse bondgenoten na bijna vier jaar oorlog wel hadden. Het zou daarom overdreven zijn de geallieerde overwinning aan hen toe te schrijven.
Wel was de deelname van de Amerikanen van psychologische waarde. De Duitsers zagen de dreiging die uitging van een natie met 100 miljoen inwoners, een oppervlakte van miljoenen vierkante kilometer, ongeschonden fabrieken die na verloop van tijd tienduizenden kanonnen zouden kunnen produceren. De VS bezat daarbij een van de grootste marines ter wereld. Militaire kopstukken als Ludendorff beseften dat de tijd in Duitslands nadeel werkte, aangezien de eerder genoemde gebreken dan stuk voor stuk konden worden opgelost. Het was ook de reden voor de Kaiserschlacht: Amerika mocht niet aan de oorlog deel gaan nemen, althans niet actief. Voor de Amerikanen klaar waren, moesten de Britten de oorlog worden uitgeslagen, en daarna de Fransen.

## Tegenaanval
Het mislukken van de Kaiserschlacht was daarom ook niet alleen militair-strategisch een grote domper door het ten koste van grote offers veroveren van grote stukken land. Ook moreel was het dat, hoewel aanvankelijk slechts kopstukken als Ludendorff dit konden weten. Nu zouden immers de Amerikanen komen, en tegen de gecombineerde kracht van het Verenigd Koninkrijk, Frankrijk en de VS zou Duitsland niet zijn opgewassen. De jongens in het veld zagen dat aanvankelijk nog niet in, aangezien ze net kilometers waren opgerukt. De eigen bevolking werd door de censuur en overdreven berichten zelfs volledig in het ongewisse gelaten.
De tegenaanval kon niet lang uitblijven. Aanvankelijk vielen de Fransen aan, daarna ook de Britten. Het bezette terrein ging verloren. Ook zij hadden geleerd, en hadden tactische hervormingen doorgevoerd. Hun tactiek was op de Duitse gebaseerd, maar men liet de infanterie niet verder oprukken dan het bereik van de eigen artillerie. Ook was het schietpatroon veranderd: eerst werden de vijandelijke kanonnen uitgeschakeld door artilleriegranaten, daarna werden de vijandelijke kanonniers uitgeschakeld met gifgas. Dit nekte de Duitsers, die aan steeds meer zaken gebrek kregen en steeds verder werden teruggedreven. Op 8 augustus 1918 lanceerden de geallieerden een massale aanval met 400 tanks: Ludendorff sprak over een 'Zwarte Dag' voor het Duitse Leger. Van de overige geplande Duitse aanvallen kwam niets meer.

## Gevolgen

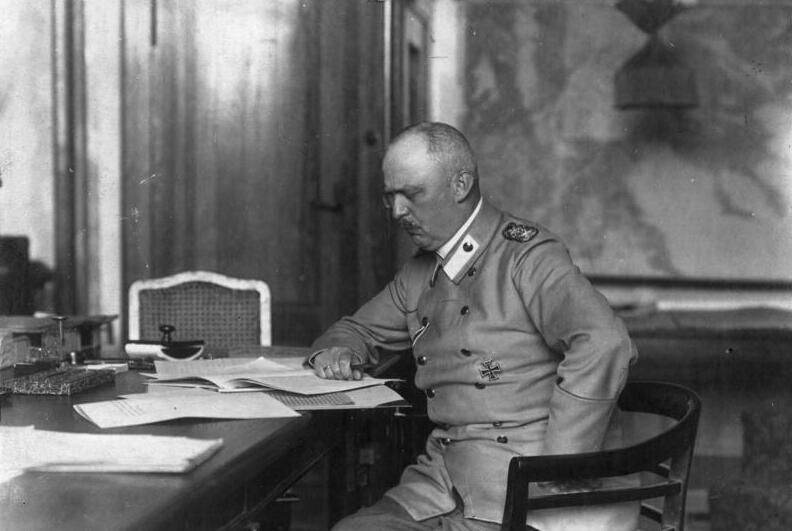
Ludendorff in 1918

De tegenaanval verliep rampzalig voor de Duitsers. Doordat ze steeds meer terrein verloren ging het moraal achteruit. De Kaiserschlacht was in feite een gok geweest. Ludendorff had verloren en was zijn inzet kwijtgeraakt. De tegenaanval was een van de factoren die (samen met o.a. de blokkade en het wegvallen van de bondgenoten) leidde tot de Duitse ineenstorting in november 1918. Ludendorff schoof echter de verantwoordelijkheid voor dit alles behendig af op de nieuwe linkse republikeinse regering, waarmee de dolkstootlegende was geboren.